# 皮剥ぎの刑

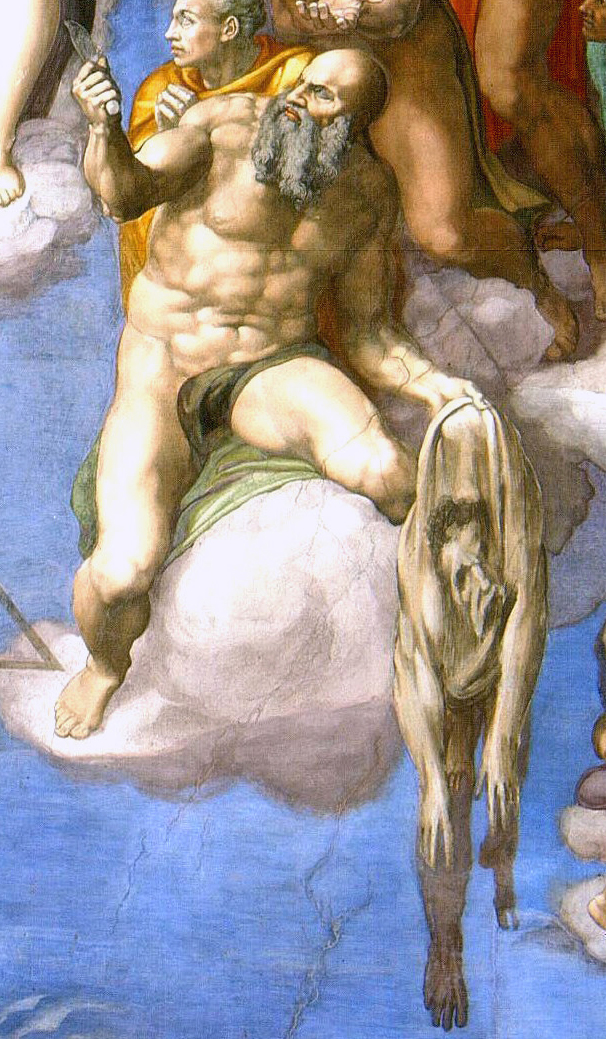
「最後の審判」に描かれたバルトロマイ。剥がされた自身の皮を持っている。皮に描かれた顔は、ミケランジェロの自画像である。（伝承ではバルトロマイの皮は短冊状に細く切り分けられており、絵のような一枚皮ではない）

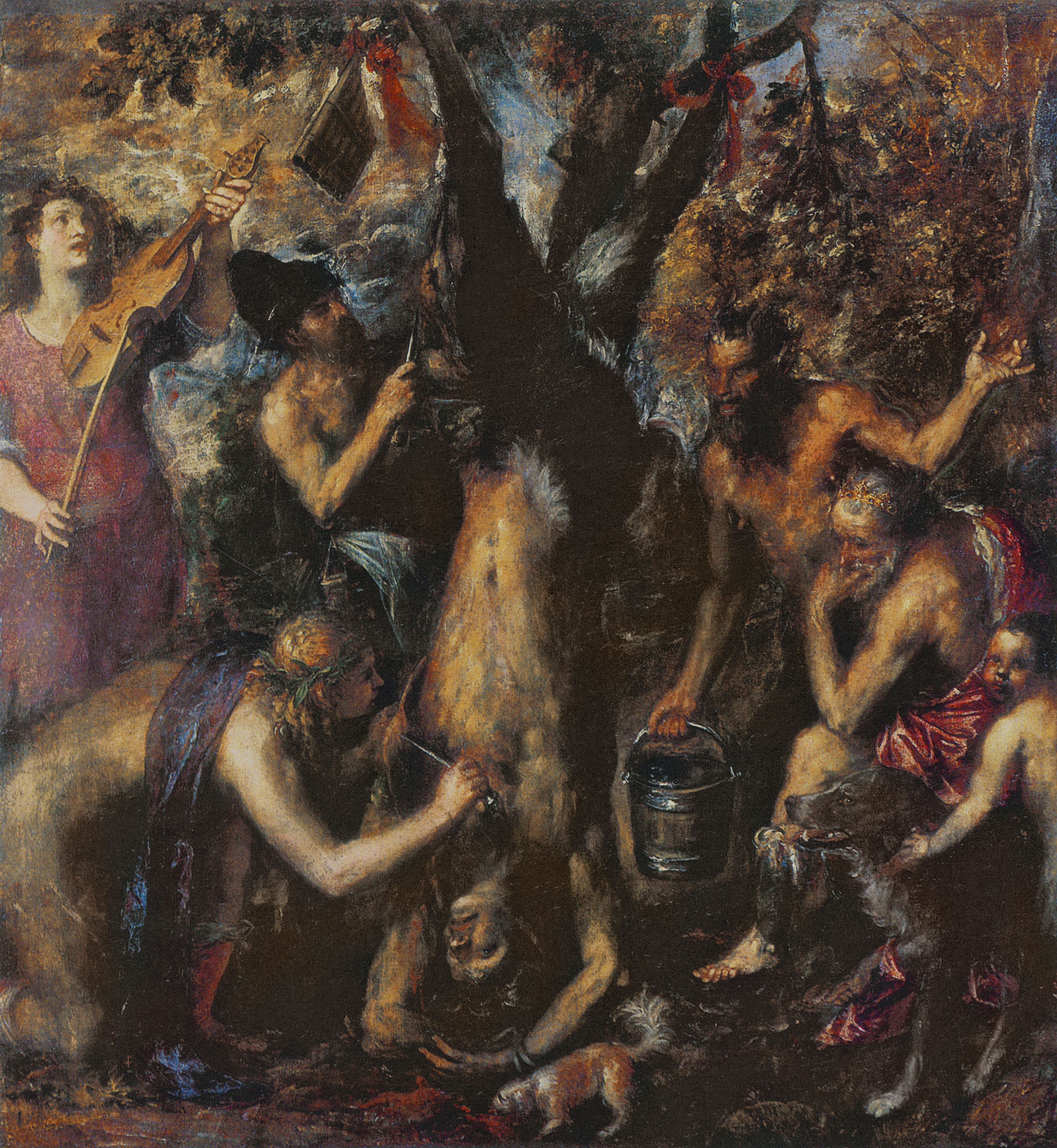
マルシュアスの皮剥ぎ(ティツィアーノ・ヴェチェッリオ)

皮剥ぎの刑（かわはぎのけい）とは、罪人の全身の皮膚を刃物などを使って剥ぎ取る処刑法。古代よりオリエント、地中海世界、中国など世界各地で行われていた。全身の皮膚を失った罪人は、長時間苦しんだ後に死に至る。執行から死に至る長時間の苦痛はもとより、皮をはがされた人体は正視に堪えるものではない。そのため、見せしめとしての意味合いも大きい。
拷問として、体の一部分の皮のみを剥ぐ場合もあった。

## 世界各地の執行例

### オリエント・ヨーロッパ世界
- ギリシャ神話に登場する光と音楽の神アポロンは、サテュロスのマルシュアースと音楽の勝負をした。他の神を買収して勝利を得たアポロンは、「勝者は相手に何をしてもいい」との約束のもと、マルシュアースの全身の皮を剥いで殺した。
- ヘロドトスの「歴史」によれば、アケメネス朝ペルシアの王カンビュセス2世は、職務を汚したと見なした判事を皮剥ぎの刑に処し、その皮で後任者が座る椅子を飾った。父親が皮剥ぎに処された場合、後を継いだ息子はこの椅子に座らなくてはならなかった。
- ローマ皇帝のウァレリアヌスはサーサーン朝ペルシャとの戦に破れ、ペルシャ領内で皮剥ぎの刑に処された。ペルシャ王シャープール1世はその皮を赤く染め、神殿に掲げた。
- キリスト教の聖人バルトロマイは皮剥ぎで殉教した。後の宗教画では、ナイフと自身の皮を持った姿で書き表される場合が多い。ただし使徒伝説は史実とは確認できない。
- 276年、マニ教の創始者マニは皮剥ぎの刑に処された。
- 415年、アレキサンドリアの女流哲学者ヒュパティアは、激昂したキリスト教徒の暴徒に取り囲まれ、異端者として蛎殻で皮と肉を抉り取られて殺された。
- 991年、イングランドを襲撃したヴァイキングは、住人を皮剥ぎに処した。
- 1199年、リチャード獅子心王は城攻めの最中、敵方の弓兵にクロスボウで射られ、その傷が元で崩じた。彼は死のまぎわ、自身を射た弓兵ピエール・バジルの勇気を讃え、罪を許した。しかし、王の死後にピエールは皮剥ぎで処刑された。

### 中国
中国では皮剥ぎの刑を「剥皮」（はくひ）と呼ぶ。
- 前漢の景帝の御世、皇族の広川王劉去が「生の人を割剥した」との記録が『漢書』にある。
- 三国時代、呉の暴君の孫晧は人々の顔の皮を剥いでは喜んだ。やがて呉が滅んだ後、晋の司馬炎と碁を打っていた王済が、その場にいた孫晧に戯れに尋ねた。「そなたは呉を治めていたころ、人の顔の皮をはがして脚を断ち切ったということだが、まことですかな？」孫晧が答える。「人臣として君主に礼を失った場合、その者に直ちに刑罰を下したものです」。当然のごとく答える孫晧に王済は恐れをなし、延ばしていた脚を慌てて引っ込めた。
- 五胡十六国時代、前秦の王の苻生は顔の皮を剥がした死刑囚を歌い踊らせて楽しんだ。
- 金はタタル部と共に、対立していたモンゴル部を討って族長のアンバガイ・カンを捕らえ、木馬に生きながら手足を釘で打ち付け、全身の皮を剥がして処刑している。
- 元のフビライに、ムスリムの官僚アフマド・ファナーカティーが仕えていた。彼は後に謀殺され、財産を没収されたが、役人がアフマドの愛妾のインチュの部屋を捜索していたところ、完全な形をした二体分の人皮を発見した。使用目的を尋ねたところ、インチュは「この皮は呪いに使います。祭壇に飾って呪文を唱えると、この皮が反応するのです」と答える。フビライはインチュと共犯者4名を捕らえ、衆人環視のもと皮剥ぎに処した。
- 明の太祖朱元璋は役人の不正に対しては厳罰をもって対処した。汚職が白銀60両以上ならば斬首の上、全身の皮を剥いだ。さらに、その皮の内部に草を詰め込み、ぬいぐるみのような姿にして見世物にした。この処刑は土地神の祠で執行されたため、民衆は祠を「皮場廟」と呼んだ。朱元璋は宦官に対しても厳しく、妻を娶っただけで皮剥ぎに処している。
- 1511年、明王朝の第11代皇帝正徳帝は、謀反を企てた37人を処刑するに当たり、そのうち6人を特に皮剥ぎに処すよう命じた。それに対して司法官は、皮剥ぎの刑はすでに禁止されていると上奏する。しかし帝は聞き入れず、6人の皮で鞍を作らせ、それを乗せた馬を乗り回していた。
- 嘉靖年間、倭寇討伐で名をはせた湯克寛は倭寇の首領を皮剥ぎに処し、その皮で太鼓を作った。しかし人間の皮は牛革より薄くて木目が粗いため、音の響きはよくなかったという。
- 明後期の天啓帝の時代、権勢を振るっていた宦官の魏忠賢は都に錦衣衛という秘密警察を張り巡らしていた。自身の悪口を言っていた町人を捕らえては、煮えたぎった松脂を浴びせかけ、全身の皮を剥がし取った。
- 明の末期、農民反乱の指導者の張献忠は支配下に置いた四川省で大虐殺を行った。斬首、四肢の切断、刺殺、火あぶりなどあらゆる殺害方法が用いられたが、皮剥ぎもその一つだった。生きた人間の後頭部から背骨に沿って肛門までまっすぐに切り下ろし、左右に皮を剥いでゆく。受刑者はコウモリが翼を広げたような姿で1日近く苦しんだ末に死に至る。皮を剥いだ直後に受刑者が死んだ場合、あるいは剥がした皮に少しでも肉片が残っていた場合は、不手際の咎で執行人が皮剥ぎに処されたという。
- 張献忠の部下で皮剥ぎの名人だった孫可望は、後に南明に投降、永暦帝から秦王に奉ぜられたが、それ以降も皮剥ぎを繰り返していた。御史の李如月が帝に弾劾文を上奏したが、帝は孫可望の罪を問わないばかりか、李如月を杖打ち40回に処した。一方、事の次第を知って激怒した孫可望は、李如月を捕えて皮を剥ぐように命じた。取り押さえられた李如月は少しも臆することなく、皮を剥がれながらも孫可望を罵り続け、壮絶な最期を遂げたという。はがされた李如月の皮は中に草を詰め込まれ、ぬいぐるみのような姿で見世物にされた。後に小説家魯迅はこの逸話と明の太祖朱元璋の皮剥ぎを取り上げ、「明は皮剥ぎに始まり、皮剥ぎに終わる。つまり終始不変だったといえる。今日に至っても紹興の田舎芝居の台詞や、里人のふとした言の葉に『皮を剥いで草を詰める』話が上るということは、隅々まで行き渡った皇帝の恩沢の物凄さを思い知らされる」と称している。

### アメリカ大陸

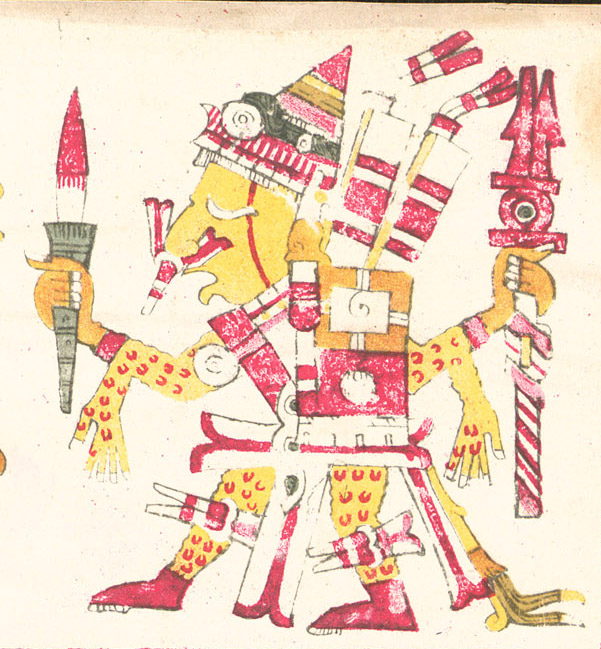
シペ・トテック神の姿。肘の部分からは、身にまとう生贄の皮の手首が垂れ下がっている。

- かつて中米の地に栄えたメソアメリカでは、神々を祀る手段として人身御供が広く行われていた。特に穀物の神シペ・トテックなど、幾柱かの神に対する儀式の際は、石器のナイフを用いて生贄の全身の皮を剥がし取り、剥がされた皮を神官が身に纏って踊るなどの儀礼を行っていた。後にエルナン・コルテス率いる一団がアステカ帝国の軍と戦った際は、捕虜にされたスペイン人の中にも生贄として皮を剥がされた者が出たとされる。ただし、これらは純粋に宗教的な動機から行われたものであったため、刑罰を動機とする他の皮剥ぎの例と同列に扱うことは出来ない。
- 北米大陸のインディアンのうち、西部大平原に居住する部族には、倒した敵の頭の皮を剥ぎ取り、戦利品として持ち帰る文化が18世紀前後から定着した。元はインディアン独自の風習ではなく、合衆国政府がインディアンの頭皮に懸賞金を賭けたのを起源としている。ただし、合衆国政府が殺害の証拠として頭皮を求めたのに対し、インディアンの頭皮狩りは相手を殺す必要は無いため、頭に傷を残したまま生きながらえる者も多かったが、頭に残った傷は大変な恥辱だった。
- 現代ではマフィアが私刑として頭部や全身の皮を剥ぎ取る場合があり、死体または人体の一部の画像がインターネット上にて閲覧可能である。